# 昆山农村商业银行

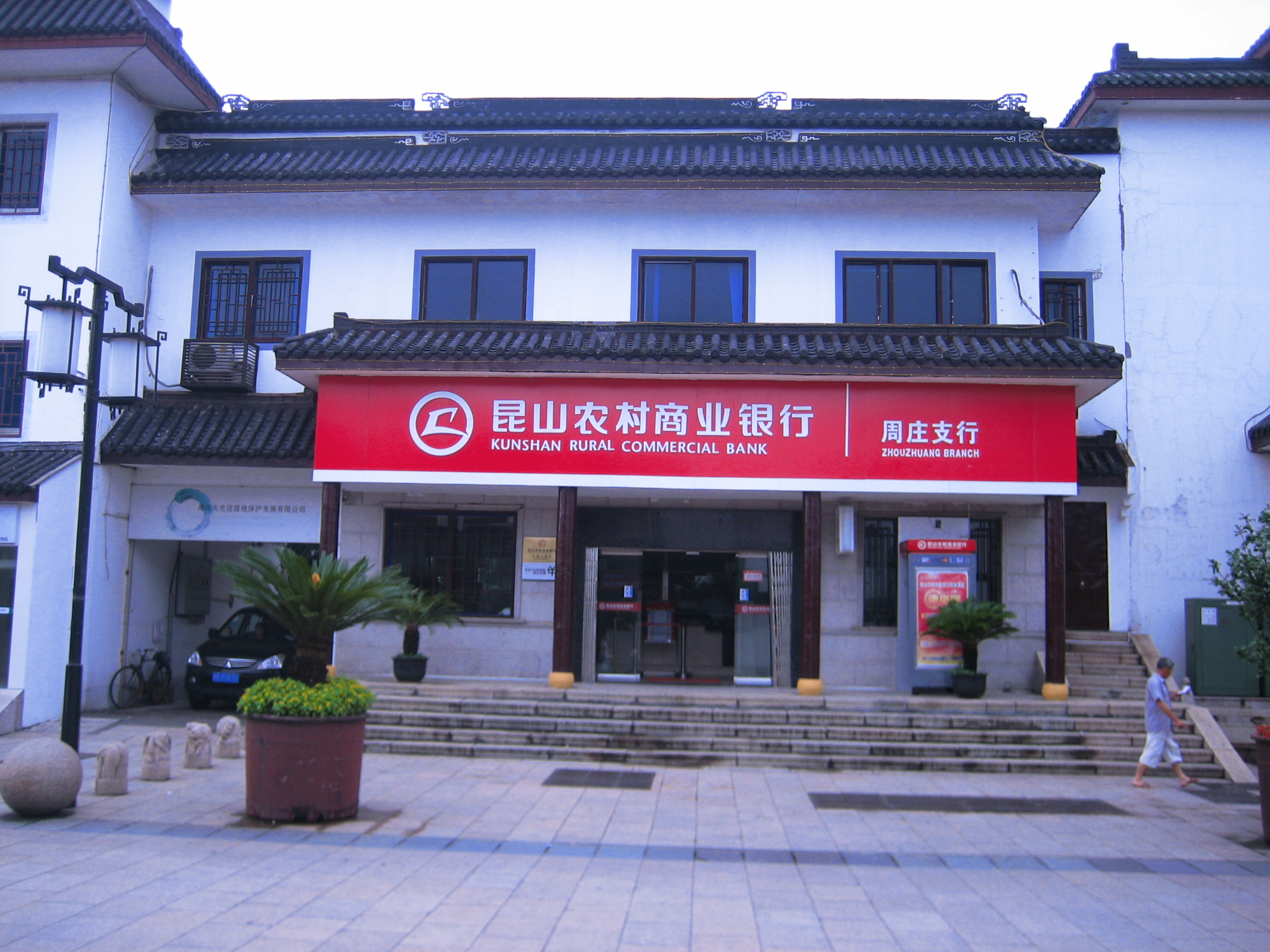
昆山农村商业银行周庄支行

昆山农村商业银行（Kunshan Rural Commercial Bank），全称江苏昆山农村商业银行股份有限公司，是一所股份制金融机构，经中国银行业监督管理委员会批准成立。目前设有25个分支机构和25个分理处，总行位于江苏省昆山市前进中路。